# Vương Trinh Phong
Vương Trinh Phong (chữ Hán: 王貞風, 436–479), thụy hiệu: Minh Cung hoàng hậu (明恭皇后), là hoàng hậu dưới triều Lưu Tống Minh Đế (劉宋明帝) Lưu Úc trong lịch sử Trung Quốc.

## Tiểu sử
Vương Trinh Phong sinh năm 436 trong gia đình quý tộc. Phụ thân bà là Vương Tăng Lãng (王僧朗), đại thần cao cấp của Lưu Tống Văn Đế, thuộc thế tộc Lang Tà Vương thị có nhiều đại thần cao cấp thời Nam-Bắc triều. Anh trai bà là Vương Úc (王彧) cũng là tài năng được Văn Đế trọng dụng,
Năm 448, Vương Trinh Phong thành hôn với Lưu Úc khi ông còn là Hoài Dương vương. Bà trở thành Hoài Dương vương phi. Năm 452, tước hiệu của ông được đổi thành Tương Đông vương. Bà mang tước hiệu là Tương Đông vương phi. Bà hạ sinh hai con gái là Lưu Bá Tự (劉伯姒) (về sau trở thành Tấn Lăng Trưởng công chúa) và Lưu Bá Viện (劉伯媛) (về sau trở thành Kiến An Trưởng công chúa).

## Hoàng hậu
Năm 465, sau khi người cháu trai hung bạo và bốc đồng Lưu Tống Tiền Phế Đế bị ám sát, Lưu Úc đăng cơ, trở thành Lưu Tống Minh Đế. Vương vương phi được phong thành hoàng hậu. Mặc dù, ban đầu Minh Đế được coi là người khoan dung và rộng rãi hơn người tiền nhiệm, song ngay sau khi lên ngôi ông đã sớm trở nên hung ác, dâm loạn và đa nghi.
Theo tài liệu lịch sử được viết dưới thời triều Nam Tề kế tục, Minh Đế là người liệt dương, và mặc dù Minh Đế đã hạ sinh 12 người con trai song đó là kết quả của việc ông đã ra lệnh bắt giữ các thê thiếp mang thai của các huynh đệ và giữ lại đứa trẻ nếu là bé trai, hoặc lệnh cho các hậu phi quan hệ với người khác. Tuy nhiên, trên thực tế, Vương hoàng hậu đã hạ sinh hai hoàng nữ và không có hoàng nam.
Vào năm 470, trong một lần, Minh Đế tổ chức một yến tiệc trong cung, và ra lệnh rằng các cung nữ của mình phải cởi bỏ quần áo. Vương hoàng hậu bối rối và đã lấy quạt che mắt. Minh Đế tức giận và nói rằng: "Nhà mẹ nàng quá ngây thơ và không biết gì về thiên hạ. Hôm nay mọi người đều vui vẻ yến tiệc. Sao nàng lại lấy quạt che mắt ?". Vương hoàng hậu đáp lại: "Có nhiều cách khác nhau để vui vẻ. Chưa bao giờ vui vẻ với cảnh tượng tụ tập để xem cung nữ trút bỏ quần áo thế này. Nhà mẹ thần thiếp có nhiều cách vui vẻ khác". Minh Đế giận dữ và hạ lệnh đưa hoàng hậu hồi cung.
Vì lo sợ, một huynh đệ của Vương hoàng hậu là Vương Cảnh Văn (王景文), đã cố từ chức chỉ huy quân đội. Tuy nhiên, Minh Đế đã không chấp thuận song vẫn nghi ngờ rằng Vương Cảnh Văn sẽ đoạt lấy quyền lực sau khi mình băng hà, Minh Đế vì thế đã buộc Vương Cảnh Văn phải tự sát vào mùa xuân năm 472.

## Hoàng thái hậu
Minh Đế qua đời vào mùa xuân năm 472, và Thái tử Lưu Dục lên kế vị (tức Lưu Tống Hậu Phế Đế). Vương Trinh Phong được sắc phong ngôi hoàng thái hậu. Vương thái hậu được nhiếp chính nhưng quyền lực thực tế nằm trong tay các đại thần là Dương Vận Trường (楊運長), Nguyễn Điền Phu (阮佃夫), Trữ Uyên (褚淵), Viên Xán (袁粲) và Lưu Bỉnh (劉秉).
Mối quan hệ của Vương thái hậu và Hậu Phế Đế ban đầu khá tốt. Mùa hè năm 474, hoàng thúc Quế Dương vương Lưu Hưu Phạm (劉休範) tuyên bố nổi loạn, bà quở trách Phế Đế cẩn trọng trong hành động. Tuy nhiên, Hậu Phế Đế đã bắt đầu trở nên loạn trí và thiếu đạo đức.
Năm 477, danh tiếng của Hậu Phế Đế lại một lần nữa bị khinh thường xen lẫn lo sợ, lúc này Vương Thái hậu và Trần Thái phi đã hoàn toàn mất kiểm soát đối với ông, và ông làm tất cả mọi thứ mà mình thích. Các cận vệ sẽ đi cùng ông, và họ sẽ sát hại những người hay động vật và mà họ bắt gặp, thường là theo các cách tàn nhẫn. Hậu Phế Đế sẽ đích thân cắt chém các nạn nhân, và nếu ông không giết người vào một ngày nhất định, ông sẽ chản nản cả ngày. Tết Đoan ngọ năm đó, Vương thái hậu tặng ông một chiếc quạt lông vũ. Phế Đế cho là món quà không đủ xa xỉ, nên đã ra lệnh đầu độc bà. Khi có người nhắc nhở rằng nếu hạ độc thái hậu, Phế Đế sẽ phải chịu tang ba năm, không thể nào yến tiệc chơi đùa nữa được. Phể Đế nghe vậy nên thôi, thu hồi mệnh lệnh hạ độc.
Vào đêm Thất Tịch năm 477, hoàng đế bị ám sát. Tướng Tiêu Đạo Thành tiến vào hoàng cung, ban hành một chiếu chỉ nhân danh Vương thái hậu nhằm hợp pháp hóa vụ ám sát và phế truất ngôi hoàng đế của Lưu Dục, lập An Thành vương Lưu Chuẩn nối ngôi (tức Lưu Tống Thuận Đế). Hay tin về cái chết của hoàng đế, tướng Thẩm Du Chi (沈攸之) đã cáo buộc Tiêu Đạo Thành tạo phản cướp ngôi, và nổi loạn từ đại bản doanh của mình, đòi hỏi sự cho phép của Vương thái hậu. Đến mùa xuân năm 478, Thẩm Du Chi bị đánh bại và tự sát.
Đến mùa hè năm 479, Tiêu Đạo Thành đoạt ngôi. Do vì Thuận Đế còn nhỏ tuổi nên tỏ ra sợ hãi, trốn trong cung tránh lễ nhường ngôi. Vương thái hậu lo sợ sẽ xảy ra đại họa nên đã đích thân dẫn các hoạn quan đi tìm Thuận Đế, và cuối cùng cũng tìm ra. Với sự nhường ngôi của Vương thái hậu và Thuận Đế, Tiêu Đạo Thành tiếp nhận ngôi báu, trở thành Nam Tề Cao Đế, chấm dứt triều Lưu Tống và mở ra triều Nam Tề.
Vương Trinh Phong giáng xuống ngôi vị Nhữ Âm vương thái phi. Chưa đầy một tháng sau khi Cao Đế lên ngôi, đã cho tàn sát các thành viên trong hoàng tộc Lưu Tống trước đây. Khoảng một năm sau, Vương Trinh Phong qua đời, an táng với địa vị hoàng tộc, thụy vi Minh Cung hoàng hậu (明恭皇后).